# Division 1 i amerikansk fotboll 2007
Division 1 2007 var den näst högsta serien i amerikansk fotboll för herrar i Sverige säsongen 2007. Serien spelades 12 maj - 26 augusti 2007 och vanns av STU Northside Bulls. Lagen var uppdelade i två konferenser med gemensam tabell, där man möttes i dubbelmöten hemma och borta inom konferensen och enkelmöten med övriga lag.
Efter Serien spelades ett slutspel som vanns av Göteborg Marvels.
Vinst gav 2 poäng, oavgjort 1 poäng och förlust 0 poäng. 
De två bästa lagen gick direkt upp till Superserien.

## Tabell

### Konferenserna
| Lag                 | Konferens | Lag                  | Konferens |
| ------------------- | --------- | -------------------- | --------- |
| Djurgårdens IF      | Norra     | Göteborg Marvels     | Södra     |
| Gefle Red Devils    | Norra     | Norrköping Panthers  | Södra     |
| STU Northside Bulls | Norra     | Örebro Black Knights | Södra     |
| Uppsala 86ers       | Norra     |                      |           |

| Nr | Lag                  | S | V | O | F | GP  | IP  | P  |
| -- | -------------------- | - | - | - | - | --- | --- | -- |
| 1  | STU Northside Bulls  | 9 | 8 | 0 | 1 | 191 | 94  | 16 |
| 2  | Göteborg Marvels     | 8 | 7 | 0 | 1 | 221 | 64  | 14 |
| 3  | Djurgårdens IF       | 9 | 5 | 1 | 3 | 111 | 123 | 11 |
| 4  | Norrköping Panthers  | 8 | 3 | 1 | 4 | 166 | 109 | 7  |
| 5  | Uppsala 86ers        | 9 | 3 | 0 | 6 | 172 | 214 | 6  |
| 6  | Örebro Black Knights | 8 | 1 | 1 | 6 | 39  | 207 | 3  |
| 7  | Gefle Red Devils     | 9 | 1 | 1 | 7 | 109 | 211 | 3  |

S = Spelade matcher; V = Vunna matcher; O = Oavgjorda matcher; F = Förlorade matcher

GP = Gjorda poäng; IP = Insläppta poäng; P = Poäng

     – Slutspel.

## Matchresultat
|                      | DIF   | GRD   | GM   | NP    | STU   | U86   | ÖBK  |
| -------------------- | ----- | ----- | ---- | ----- | ----- | ----- | ---- |
| Djurgårdens IF       | -     | 21-6  | -    | 13-12 | 7-14  | 14-7  | 20-6 |
| Gefle Red Devils     | 14-14 | -     | -    | 20-41 | 15-27 | 21-22 | 13-6 |
| Göteborg Marvels     | 40-7  | 38-6  | -    | 16-12 | -     | -     | 52-0 |
| Norrköping Panthers  | -     | -     | 6-16 | -     | 17-18 | 40-20 | 42-0 |
| STU Northside Bulls  | 16-0  | 22-0  | 20-6 | -     | -     | 30-27 | -    |
| Uppsala 86ers        | 8-15  | 20-14 | 6-36 | -     | 14-38 | -     | -    |
| Örebro Black Knights | -     | -     | 7-20 | 6-6   | 8-6   | 6-48  | -    |

## Slutspel

### Semifinal
|       | 1 september 2007 | Göteborg Marvels | 12–7 | Djurgårdens IF | Angeredsvallen |  |
| 15:00 |                  |                  |      |                |                |  |
|       |                  |                  |      |                |                |  |
|       |                  |                  |      |                |                |  |

|       | 2 september 2007 | STU Northside Bulls | 24–0               | Norrköping Panthers | Sjökrigsskolan                     |                                    |
| 14:00 | 14:00            |                     | (0–0) Matchrapport |                     | Publik: 50 Domare: Team Kåre Axell | Publik: 50 Domare: Team Kåre Axell |
| 14:00 | 14:00            |                     |                    |                     | Publik: 50 Domare: Team Kåre Axell | Publik: 50 Domare: Team Kåre Axell |
| 14:00 | 14:00            |                     |                    |                     | Publik: 50 Domare: Team Kåre Axell | Publik: 50 Domare: Team Kåre Axell |

### Final
|       | 9 september 2007 | STU Northside Bulls | 0–14               | Göteborg Marvels | Sjökrigskolan                     |                                   |
| 16:00 | 16:00            |                     | (0–0) Matchrapport |                  | Publik: 50 Domare: Team Simonsson | Publik: 50 Domare: Team Simonsson |
| 16:00 | 16:00            |                     |                    |                  | Publik: 50 Domare: Team Simonsson | Publik: 50 Domare: Team Simonsson |
| 16:00 | 16:00            |                     |                    |                  | Publik: 50 Domare: Team Simonsson | Publik: 50 Domare: Team Simonsson |